# Japonsko na Letních olympijských hrách 2008
Japonsko se účastnilo Letní olympiády 2008. Zastupovalo ho 332 sportovců (167 mužů a 165 žen) ve 31 sportech.

## Medailisté
| Medaile | Jméno | Sport                   | Soutěž                                |
| ------- | --- | ----------------------- | ------------------------------------- |
| Zlato   | Masato Učišiba | Judo                    | Muži 66 kg                            |
| Zlato   | Kósuke Kitadžima | Plavání                 | Muži 100 m prsa                       |
| Zlato   | Ajumi Tanimotová | Judo                    | Ženy 63 kg                            |
| Zlato   | Masae Uenová | Judo                    | Ženy 70 kg                            |
| Zlato   | Kósuke Kitadžima | Plavání                 | Muži 200 m prsa                       |
| Zlato   | Satoši Išii | Judo                    | Muži +100 kg                          |
| Zlato   | Saori Jošidaová | Zápas                   | ženy, volný styl do 55 kg             |
| Zlato   | Kaori Ičová | Zápas                   | ženy, volný styl do 63 kg             |
| Zlato   | Naho Emoto Motoko Fudžimoto Megu Hirose Emi Inui Sačiko Itó (伊藤 幸子) Ajumi Karino Satoko Mabuči Jukijo Mine Masumi Mišina Rei Nišijama Hiroko Sakai Rie Sató Mika Someja Jukiko Ueno Eri Jamada | Softball                | Turnaj mužů                           |
| Stříbro | Takehiro Kašima Takuja Nakase Makoto Okiguči Koki Sakamoto Hirojuki Tomita Kóhei Učimura | Sportovní gymnastika    | Družstvo mužů                         |
| Stříbro | Júki Óta (太田 雄貴) | Šerm                    | Muži fleret                           |
| Stříbro | Kóhei Učimura | Sportovní gymnastika    | Muži víceboj – jednotlivci            |
| Stříbro | Maki Cukadaová | Judo                    | Ženy +78 kg                           |
| Stříbro | Čiharu Ičó | Zápas                   | ženy, volný styl do 48 kg             |
| Stříbro | Tomohiro Macunaga | Zápas                   | muži, volný styl do 55 kg             |
| Bronz   | Rjóko Taniová | Judo                    | Ženy 48 kg                            |
| Bronz   | Misato Nakamuraová | Judo                    | Ženy 52 kg                            |
| Bronz   | Takeši Macuda | Plavání                 | Muži 200 m motýlek                    |
| Bronz   | Reiko Nakamuraová | Plavání                 | Ženy 200 m znak                       |
| Bronz   | Kijofumi Nagai | Cyklistika              | Muži keirin                           |
| Bronz   | Džun'iči Mijašita(宮下 純一) Kósuke Kitadžima Takuró Fudžii(藤井 拓郎) Hisajoši Sató (佐藤 久佳)                                                                                                   | Plavání                 | Muži štafeta 4 × 100 m polohový závod |
| Bronz   | Kjóko Hamaguči (浜口 京子) | Zápas                   | ženy, volný styl do 72 kg             |
| Bronz   | Ken'iči Jumoto (湯元 健一) | Zápas                   | muži, volný styl do 60 kg             |
| Bronz   | Saho Harada (原田 早穂) Emiko Suzuki | Synchronizované plavání | Ženy dvojice                          |
| Bronz   | Naoki Cukahara Šingo Suecugu (末續 慎吾) Šindži Takahira Nobuharu Asahara | Atletika                | Muži štafeta 4 × 100 m                |